# David Emanuel
David Emanuel (Bridgend, 17 novembre 1952) è uno stilista britannico, celebre per aver realizzato l'abito nuziale di Lady Diana Spencer nel 1981.

## Biografia
David Emanuel ha studiato dal 1972 al 1975 presso la Scuola di Arte e Design di Cardiff e dal 1976 al 1977 insieme alla futura moglie, Elizabeth Emanuel (nata Weiner, anche lei stilista, fra gli altri del Principe Carlo del Galles) presso il Royal College of Art di Londra. Successivamente ha lavorato tra l'altro come stilista personale per Elisabetta II.
Nel 1977, all'età di 25 anni, ha aperto la sua boutique di moda a Londra, concentrandosi sulla realizzazione di vestiti per le stelle del cinema (tra cui Shirley Bassey, Shakira Caine, Joan Collins, Faye Dunaway, Lesley Garrett, Catherine Zeta-Jones, Patsy Kensit, Madonna, Jane Seymour; Elizabeth Taylor, Ivana Trump e Sophie Ward) ed i reali.
Dopo aver divorziato dalla moglie Elizabeth nel 1990, David Emanuel ha continuato a lavorare sotto il nome di David Emanuel Couture. Ha lavorato per diverse emittenti televisive ed ha scritto articoli di moda in diversi giornali (fra cui Western Mail) oltre ad aver pubblicato, insieme alla moglie, due libri di moda: Style for All Seasons (1983) e A Dress for Diana (2006).